# Alexandra Engen
Alexandra Engen (Sarpsborg, 5 de enero de 1988) es una deportista sueca que compitió en ciclismo de montaña en la disciplina de campo a través.
Ganó dos medallas de oro en el Campeonato Mundial de Ciclismo de Montaña, en los años 2012 y 2013, y tres medallas en el Campeonato Europeo de Ciclismo de Montaña entre los años 2008 y 2014.
Participó en los Juegos Olímpicos de Londres 2012, ocupando el sexto lugar en la prueba de campo a través.

## Medallero internacional
| Campeonato Mundial | Campeonato Mundial           | Campeonato Mundial | Campeonato Mundial         |
| Año                | Lugar                        | Medalla            | Competición                |
| ------------------ | ---------------------------- | ------------------ | -------------------------- |
| 2012               | Leogang/Saalfelden (Austria) | Medalla de oro     | Eliminación                |
| 2013               | Pietermaritzburg (Sudáfrica) | Medalla de oro     | Eliminación                |
| Campeonato Europeo |                              |                    |                            |
| Año                | Lugar                        | Medalla            | Competición                |
| 2008               | St. Wendel (Alemania)        | Medalla de bronce  | Campo a través por relevos |
| 2009               | Zoetermeer (Países Bajos)    | Medalla de oro     | Campo a través por relevos |
| 2014               | St. Wendel (Alemania)        | Medalla de bronce  | Eliminación                |